# Domenico Francia

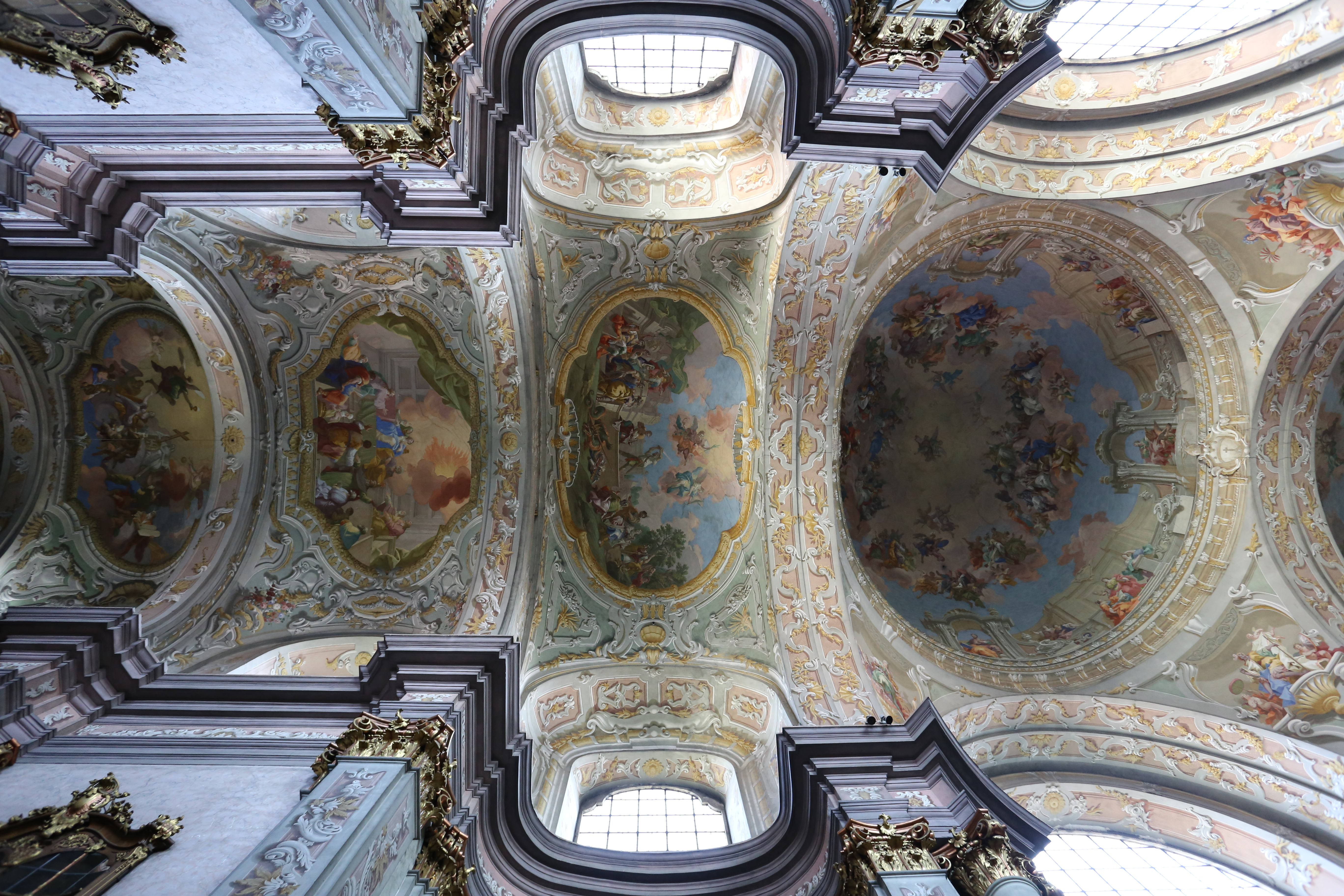
Takmålningar av Domenico Francia i Herzogenburgs klosterkyrka.

Domenico Maria Francia, född 1702 i Bologna, död 1758 i Bologna, var en italiensk monumental- och dekorationsmålare.
Han var son till gravören Francesco Maria Francia och från 1738 gift med den förutvarande kammarjungfrun hos Carl Gustaf Tessin, Märta Forsström.
Francia fick sin första utbildning till målare av Ferdinando Galli da Bibbiena och kom 1724 till Wien som medhjälpare till Giuseppe Galli Bibiena. Där fick han möjlighet att arbeta självständigt och 1730 utförde han en dekorativ utsmyckning av den evangeliska garnisonskyrkan i Wien. Han kom i kontakt med Carl Gustaf Tessin 1736 efter att denne uppmärksammat hans förmåga att utföra muralmålningar. Han anlände på senhösten 1736 till Stockholm för att medverka som målare vid slottsbygget. Hans huvudsakliga uppgift var att utföra skenperspektiviska arkitekturmålningar och man antar att Francia är upphovsman till målningen i slottets stora trapphus. Tillsammans med Johan Pasch och Taraval utförde han plafondmålningarna i Vita Havet. Francias bidrag till målningen är de skenperspektiviska arkaderna med deras livliga och brokiga figurscener längs takkanten i salens södra del, Drottningens drabantsal, samt den stora plafonden i Drottningens matsal där han har framställt Moder Sveas triumfer. Hans arbeten vid slottet skiljer sig från de andra samtida målarna vid slottsbygget genom att han har en ljusare och mer briljant färghållning samt genom den säkra behandlingen av skenperspektivet. Han lämnade Sverige 1744 och var därefter verksam i Lissabon, Rom och Wien, innan han återvände till Bologna.